# جولی کریستی
جولی کریستی (به انگلیسی: Julie Christie) (زادهٔ ۱۴ آوریل ۱۹۴۰ یا ۱۹۴۱) هنرپیشه بریتانیایی است که کسب جایزه اسکار، جایزه گلدن گلوب، جایزه بفتا و جایزه انجمن بازیگران فیلم را در کارنامه خود دارد.

## زندگی هنری
جولی کریستی به‌طور جدی با فیلم بانوی خوشگذران (۱۹۶۲) و سپس در بیلی چاخان (۱۹۶۳) بر پرده سینما ظاهر شد. سال ۱۹۶۵ برای او آغاز موفقیت بود؛ در این سال او در فیلم عزیز بازی کرد و سپس توسط جان فورد که پیشتر در کسیدی جوان از کریستی بازی گرفته بود، به دیوید لین معرفی شد. وی نقش لارا در فیلم دکتر ژیواگو را چندین بار رد کرد تا سرانجام این رل را پذیرفت و ایفا کرد. بازی درخشان او در دکتر ژیواگو بسیار مورد توجه و تحسین قرار گرفت و شهرتی جهانی کسب کرد.
او در دهه شصت و هفتاد میلادی جزو ستارگان محبوب و قدرتمند هالیوود بود. فارنهایت ۴۵۱(۱۹۶۶)، پتولیا (۱۹۶۸)، واسطه (۱۹۷۱)، مک کیب و خانم میلر (۱۹۷۱)، حالا نگاه نکن (۱۹۷۳) و شامپو (۱۹۷۵) از دیگر فیلم‌های مطرح او است.
انتخاب و شخصیت پردازی او در قالب نقش بثشیبا در فیلم دور از اجتماع خشمگین (۱۹۶۷) و همچنان خود فیلم در زمان نمایش نخست آن مورد انتقاد منتقدان قرار گرفت. بعضی از منتقدان عقیده داشتند ونسا ردگریو انتخاب بهتری برای ایفای این نقش بود.
در فیلم دکتر نو، اولین فیلم از سری فیلم‌های جیمز باند، برای ایفای Bond girl در ابتدا جولی کریستی در نظر گرفته شده بود اما در نهایت اورزولا اندرس انتخاب شد.
جولی کریستی بازیگری گزیده‌کار بوده‌است و در اوج شهرت نقش‌های بسیاری را در فیلم‌های خیلی معروف به دلایل مختلف رد کرد در حالی که اغلب بازیگران این فیلم‌ها برنده یا نامزد کسب جایزه اسکار شدند؛ از جمله کلکسیونر (به سامانتا ایگار رسید)، دانه‌های شن (به کندیس برگن رسید)، دو تا برای جاده (به آدری هپبورن رسید)، بچه رزماری (به میا فارو رسید)، مگر آن‌ها اسب‌ها را خلاص نمی‌کنند؟ (به جین فوندا رسید)، یک‌هزار روز از آن (به ژنویو بوژو رسید)، نیکلاس و الکساندرا (به جنت سوزمن رسید)، محله چینی‌ها (به فی داناوی رسید)، گتسبی بزرگ (به میا فارو رسید)، ماراتن من (به مارثه کلر رسید)، جولیا (به ونسا ردگریو رسید)، قارون یونانی (نقش ژاکلین کندی که سرانجام توسط ژاکلین بیسه ایفا شد)، آگاتا (به ونسا ردگریو رسید)، ژیگول آمریکایی (به لورن هوتن رسید)، سرخ‌ها (به دایان کیتون رسید)، رأی نهائی (به شارلوت رمپلینگ رسید)، بانی و کلاید، بخار (ساخته جوزف لوزی)، دختر رایان، مادام کاملیا، و…
آل پاچینو، جولی کریستی را بازیگر زن مورد علاقه خود می‌داند. او گفته‌است: 
«با تنها بازیگر زنی که همیشه می‌خواستم همبازی شوم «جولی کریستی» است."»
جولی کریستی به زبان‌های انگلیسی، فرانسه و ایتالیائی تسلط کامل دارد.

## زندگی خصوصی
کریستی به مدت هفت سال با وارن بیتی، کارگردان و بازیگر معروف، در رابطه بود. وی در سال ۲۰۰۷ با دوست‌پسر دیرینه‌اش، دانکن کمپبل ازدواج کرد.

## جوایز و افتخارات
- جایزه اسکار بهترین بازیگر نقش اول زن به خاطر فیلم عزیز
- جایزه گلدن گلوب بهترین بازیگر زن فیلم درام به خاطر فیلم دور از او و نامزد این جایزه برای فیلم‌های «عزیز»، «شامپو»
- جایزه بفتای بهترین بازیگر نقش اول زن به خاطر فیلم عزیز و نامزد این جایزه برای فیلم‌های بیلی جاخان، دکتر ژیواگو، فارنهایت ۴۵۱، واسطه، حالا نگاه نکن، دور از او
- جایزه بهترین هنرپیشه نقش اول زن از مجمع منتقدان فیلم تورنتو به خاطر فیلم دور از او
- جایزه «ژین نی» از آکادمی فیلم و تلویزیون کانادا به عنوان بهترین هنرپیشه زن در نقش اول به خاطر فیلم دور از او
- جایزه بهترین هنرپیشه زن از انجمن ملی منتقدان فیلم برای فیلم‌های دور از او و AFTERGLOW
- جایزه حلقه منتقدان فیلم نیویورک برای بهترین بازیگر نقش اول زن به خاطر فیلم‌های عزیز، دور از او و به خاطر فیلم AFTERGLOW
- جایزه انجمن منتقدان فیلم سان فرانسیسکو برای بهترین بازیگر زن نقش اول زن به خاطر فیلم دور از او
- جایزه SAG از اتحادیه بازیگران سینما به عنوان بهترین بازیگر زن در نقش اول به خاطر فیلم دور از او
- جایزه بهترین بازیگر نقش اول زن از انجمن بازیگران سینما به خاطر فیلم دور از او
- جایزه بهترین بازیگر نقش اول زن از فستیوال بین‌المللی مسکو به خاطر فیلم عزیز
- جایزه انجمن منتقدان فیلم لندن برای بازیگر زن نقش اول زن سال بریتانیا به خاطر فیلم دور از او
- جایزه بهترین بازیگر نقش اول زن از فستیوال بین‌المللی سن سباستین به خاطر فیلم AFTERGLOW
- نامزد جایزه اسکار بهترین بازیگر نقش اول زن به خاطر فیلم مک کاب و خانم میلر
- نامزد جایزه اسکار بهترین بازیگر نقش اول زن به خاطر فیلم AFTERGLOW
- نامزد جایزه اسکار بهترین بازیگر نقش اول زن به خاطر فیلم دور از او
- کاندیدای بفتای بهترین بازیگر نقش مکمل زن برای فیلم در جستجوی ناکجاآباد

## بخشی از فیلمشناسی

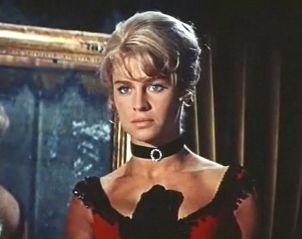
جولی کریستی در نقش لارا در فیلم دکتر ژیواگو

| سال  | عنوان                       | نقش                      | توضیحات |
| ---- | --------------------------- | ------------------------ | --- |
| ۱۹۶۱ | Call Oxbridge 2000          | Ann                      | اپیزود: اپیزود #۱٫۳ |
| ۱۹۶۱ | A for Andromeda             | Christine Andromeda      | اپیزود ۶ |
| ۱۹۶۲ | Crooks Anonymous            | Babette LaVern           | |
| ۱۹۶۲ | بانوی خوشگذران              | Claire Chingford         | |
| ۱۹۶۲ | The Andromeda Breakthrough  | Andromeda                | اپیزود: Cold Front (uncredited) |
| ۱۹۶۳ | بیلی چاخان                  | Liz                      | نامزدی—جایزه بفتای بهترین بازیگر نقش اول زن |
| ۱۹۶۳ | The Saint                   | Judith Northwade         | اپیزود: Judith |
| ۱۹۶۳ | ITV Play of the Week        | Betty Whitehead          | اپیزود: J.B. Priestley Season #3: Dangerous Corner |
| ۱۹۶۵ | کسیدی جوان                  | Daisy Battles            | |
| ۱۹۶۵ | عزیز                        | Diana Scott              | - جایزه اسکار بهترین بازیگر نقش اول زن - جایزه بفتای بهترین بازیگر نقش اول زن - Laurel Award for Top Female Dramatic Performance - جایزه حلقه منتقدان فیلم نیویورک برای بهترین بازیگر نقش اول زن - Moscow International Film Festival – Diploma - National Board of Review Award for Best Actress (مشترکاً به همراه دکتر ژیواگو) - سینمای مکزیک - نامزدی—جایزه گلدن گلوب بهترین بازیگر زن فیلم درام |
| ۱۹۶۵ | دکتر ژیواگو                 | Lara Antipova            | - دیوید دی دوناتلو (tied with الیزابت تیلور برای فیلم رام کردن زن سرکش) - National Board of Review Award for Best Actress (مشترکاً به همراه عزیز) - نامزدی—جایزه بفتای بهترین بازیگر نقش اول زن (مشترکاً به همراه فارنهایت ۴۵۱) |
| ۱۹۶۶ | فارنهایت ۴۵۱                | Clarisse Linda Montag    | نامزدی—جایزه بفتای بهترین بازیگر نقش اول زن (مشترکاً به همراه دکتر ژیواگو) |
| ۱۹۶۷ | دور از اجتماع خشمگین        | Bathsheba Everdene       | |
| ۱۹۶۸ | پتولیا                      | Petulia Danner           | |
| ۱۹۶۹ | در جستجوی گریگوری           | Catherine Morelli        | |
| ۱۹۷۱ | واسطه                       | Marian – Lady Trimingham | نامزدی—جایزه بفتای بهترین بازیگر نقش اول زن |
| ۱۹۷۱ | مک‌بی و خانم میلر            | Constance Miller         | نامزدی—جایزه اسکار بهترین بازیگر نقش اول زن |
| ۱۹۷۳ | حالا نگاه نکن               | Laura Baxter             | نامزدی—جایزه بفتای بهترین بازیگر نقش اول زن |
| ۱۹۷۵ | شامپو                       | Jackie Shawn             | نامزدی—جایزه گلدن گلوب بهترین بازیگر زن فیلم موزیکال یا کمدی |
| ۱۹۷۵ | نشویل                       | Herself                  | |
| ۱۹۷۷ | بذر ابلیس                   | Susan Harris             | نامزدی—Saturn Award for Best Actress |
| ۱۹۷۸ | بهشت می‌تواند صبر کند        | Betty Logan              | |
| ۱۹۸۱ | خاطرات یک بازمانده          | 'D'                      | Fantasporto International Fantasy Film Award for Best Actress |
| ۱۹۸۲ | بازگشت سرباز                | Kitty Baldry             | |
| ۱۹۸۲ | Les quarantièmes rugissants | Catherine Dantec         | |
| ۱۹۸۳ | حرارت و گرد و خاک           | Anne                     | |
| ۱۹۸۳ | The Gold Diggers            | Ruby                     | |
| ۱۹۸۳ | میزهای جداگانه              | Mrs. Shankland           | (فیلم تلویزیونی) نامزدی—CableACE Award for Best Actress in a Theatrical or Non-Musical Program |
| ۱۹۸۶ | Champagne amer              | Betty Rivière            | |
| ۱۹۸۶ | قدرت                        | Ellen Freeman            | |
| ۱۹۸۶ | خانم مری                    | Mary Mulligan            | جشنواره فیلم هاوانا |
| ۱۹۸۶ | Sins of the Fathers         | Charlotte Deutz          | (TV miniseries) |
| ۱۹۸۸ | Dadah Is Death              | Barbara Barlow           | (فیلم تلویزیونی) |
| ۱۹۹۰ | Fools of Fortune            | Mrs. Quinton             | |
| ۱۹۹۲ | The Railway Station Man     | Helen Cuffe              | (فیلم تلویزیونی) |
| ۱۹۹۶ | اژدهادل                     | Queen Aislinn            | |
| ۱۹۹۶ | هملت                        | Gertrude                 | |
| ۱۹۹۶ | Karaoke                     | Lady Ruth Balmer         | اپیزود: Wednesday اپیزود: Friday |
| ۱۹۹۷ | شفق                         | Phyllis Mann             | - Evening Standard British Film Award for Best Actress - فورت لادردیل، فلوریدا - Independent Spirit Award for Best Female Lead - National Society of Film Critics Award for Best Actress - جایزه حلقه منتقدان فیلم نیویورک برای بهترین بازیگر نقش اول زن - جشنواره فیلم سن‌سباستین - نامزدی—جایزه اسکار بهترین بازیگر نقش اول زن - نامزدی—Satellite Award for Best Actress – Motion Picture Drama |
| ۲۰۰۰ | The Miracle Maker           | Rachael                  | (voice) |
| ۲۰۰۱ | بلفگور                      | Glenda Spender           | |
| ۲۰۰۱ | چنین چیزی نیست              | Dr. Anna                 | |
| ۲۰۰۲ | I'm with Lucy               | Dori                     | |
| ۲۰۰۲ | Snapshots                   | Narma                    | |
| ۲۰۰۴ | تروآ                        | ثتیس                     | |
| ۲۰۰۴ | هری پاتر و زندانی آزکابان   | Madam Rosmerta           | |
| ۲۰۰۴ | در جستجوی ناکجاآباد         | Mrs. Emma du Maurier     | نامزدی—جایزه بفتای بهترین بازیگر نقش مکمل زن نامزدی—Screen Actors Guild Award for Outstanding Performance by a Cast in a Motion Picture |
| ۲۰۰۵ | The Secret Life of Words    | Inge                     | |
| ۲۰۰۶ | دور از او                   | Fiona Anderson           | - Alliance of Women Film Journalists Award for Actress Defying Age and Ageism - Alliance of Women Film Journalists Award for Best Actress - Alliance of Women Film Journalists Award for Bravest Performance - Boston Society of Film Critics Award for Best Actress (runner-up) - Critics' Choice Movie Award for Best Actress - Dallas–Fort Worth Film Critics Association Award for Best Actress - Dublin Film Critics' Circle Award for Best Actress - جایزه گلدن گلوب بهترین بازیگر زن فیلم درام - Genie Award for Best Performance by an Actress in a Leading Role - Houston Film Critics Society Award for Best Actress - Iowa Film Critics Award for Best Actress - London Film Critics' Circle Award for British Actress of the Year - National Board of Review Award for Best Actress - National Society of Film Critics Award for Best Actress - جایزه حلقه منتقدان فیلم نیویورک برای بهترین بازیگر نقش اول زن - New York Film Critics Online Award for Best Actress - Online Film Critics Society Award for Best Actress - Phoenix Film Critics Society Award for Best Actress - San Diego Film Critics Society Award for Best Actress - San Francisco Film Critics Circle Award for Best Actress - Screen Actors Guild Award for Outstanding Performance by a Female Actor in a Leading Role - Southeastern Film Critics Association Award for Best Actress - Toronto Film Critics Association Award for Best Actress - Washington D.C. Area Film Critics Association Award for Best Actress - نامزدی—جایزه اسکار بهترین بازیگر نقش اول زن - نامزدی—جایزه بفتای بهترین بازیگر نقش اول زن - نامزدی—Chicago Film Critics Association Award for Best Actress - نامزدی—Detroit Film Critics Society for Best Actress - نامزدی—Evening Standard British Film Award for Best Actress - نامزدی—Gransito Movie Award for Best Actress - نامزدی—Satellite Award for Best Actress – Motion Picture Drama - نامزدی—St. Louis Gateway Film Critics Association Award for Best Actress |
| ۲۰۰۸ | نیویورک، دوستت دارم         | Isabelle                 | segment: Shekhar Kapur |
| ۲۰۰۹ | Glorious 39                 | Elizabeth                | |
| ۲۰۱۱ | سوار قرمزپوش                | Grandmother              | |
| ۲۰۱۲ | The Company You Keep        | Mimi Lurie               | |
| ۲۰۱۷ | کتاب‌فروشی                   |                          | |